# CIS 40 GL
CIS 40 GL je singapurski bacač granata kalibra 40 mm. Dizajnirala ga je i proizvodi singapurska industrija oružja ST Kinetics (bivši Chartered Industries of Singapore, CIS). Bacač granata u Italiji nosi oznaku GLF-40 jer se ondje proizvodi na temelju licence. Osim singapurskih oružanih snaga, CIS 40 GL namijenjen je i inozemnom tržištu.
Razvijao se u drugoj polovici 1980-ih te je postao jedan od najlaganijih bacača granata. Može se postaviti na automatsku pušku ili se koristiti kao odvojeno oružje zbog čega ima ugrađen uvlačivi kundak. Ima istu ulogu te se može uspoređivati s njemačkim konkurentom H&K 69.

## Korisnici
- Singapur[1]
- Argentina[1]
- Cipar[1]
- Češka[1]
- Čile[1]
- Italija[1]
- Maldivi[1]
- Slovenija[1]
- Šri Lanka[1]

## Vidjeti također
- CIS 40 AGL

## Vanjske poveznice
- Stengg.com